# ستاره سبدی
ستارهٔ سبدی (نام علمی: Euryalina) نام یک زیرراسته از راسته سبدستاره‌سانان است.
بسیاری از ستاره‌های سبدی بازوهای شاخه‌شاخه دارند. این جانداران در اعماق دریا زندگی می‌کنند و عمر آنها تا ۳۵ سال است. وزن آنها به ۵ کیلوگرم می‌رسد. مانند دیگر خارپوستان، ستاره‌های سبدی خون ندارند و تبادل گاز را از طریق شبکه آوندی آب‌دار خود انجام می‌دهند.
در میان جانداران رده ستاره‌های شکننده، ستاره‌های سبدی بزرگترین جثه را دارند. بزرگترین ستاره سبدی ترسناک‌سر سیمپسون (Gorgonocephalus stimpsoni) نام دارد که طول بازوی آن به ۷۰ سانتی‌متر و قطر شمسهٔ آن به ۱۴ سانتیمتر می‌رسد.